# Tungstenita
La tungstenita és un mineral de la classe dels sulfurs que pertany al grup de la molibdenita.

## Característiques
La tungstenita és un sulfur de fórmula química WS₂. Cristal·litza en el sistema hexagonal en agregats massius o fins amb aparença d'escates o plomes. La seva duresa a l'escala de Mohs és 2,5. Tant el politipus 2H com el 3R de la tungstenita es poden trobar a la natura.
Segons la classificació de Nickel-Strunz, la tungstenita pertany a «02.EA: Sulfurs metàl·lics, M:S = 1:2, amb Cu, Ag, Au» juntament amb els següents minerals: silvanita, calaverita, kostovita, krennerita, berndtita, kitkaïta, melonita, merenskyita, moncheïta, shuangfengita, sudovikovita, verbeekita, drysdal·lita, jordisita i molibdenita.

## Formació i jaciments
La tungstenita ha estat trobada en un dipòsit reemplaçant pedra calcària a la mina Emma (Utah, EUA), reemplaçant scheelita al dipòsit Angokitsk (Rússia) i en fumaroles d'alta temperatura al volcà Kudryavyy (Rússia). Els indrets on ha estat trobat aquest mineral se situen a Àustria, el Brasil, el Canadà, Eslovàquia, els Estats Units, França, Itàlia, Namíbia, el Perú, la República Txeca, la República Democràtica del Congo, Rússia, Suècia i la Xina. A Catalunya ha estat trobada a la Coma Fosca, la Roca de Ponent i Sant Miquel, al Monestir de Poblet (Vimbodí i Poblet, Tarragona).
Sol trobar-se associada amb altres minerals com: pirita, esfalerita, galena, cinabri, tetrahedrita, wolframita, scheelita i quars.